# Arthur Samuel Newman
Arthur Samuel Newman (* 1862; † 1943) war ein englischer Ingenieur im Bereich der Fotografie.
Newman war Konstrukteur von fotografischen und kinematografischen Apparaten, legte 1889 den ersten Lamellenverschluss vor und entwickelte 1890 zusammen mit Simpson´s of Clerkenwell, London, den „Celeritas“-Verschluss. Er baute mit den Unternehmen Newman & Guardia bis 1908 und Newman & Sinclair verschiedene Kameras, darunter die „Standard“, „Nydia“, „Sybil“, „Centum“ (100 Aufnahmen auf unperforierten 35-mm-Film) oder die N. & S. Reflex Camera. Er baute frühe Kinegeräte für Green, 1897 den „Viventoscope“-Projektor für Thomas Henry Blair, lieferte Filme und gab Kinovorstellungen. 1909 setzte er sich für die Normierung von Kinefilm ein. 1911 entwarf er die erste Kinekamera von N. & S. und später deren Auto Kine Camera mit Federwerk.
Er arbeitete als Berater für Fotografie- und Kinematografieunternehmen, war Gründungsmitglied der Royal Photographic Society und erhielt 1936 die Fortschrittmedaille der R. P. S. Zu seinem Andenken sind the « Newman Lecture » und eine Tafel eingerichtet worden.